# Chris Rawlinson
Chris Rawlinson (ur. 19 maja 1972 w Rotherham) – angielski lekkoatleta, płotkarz i sprinter.

## Osiągnięcia
- brązowy medal Uniwersjady (sztafeta 4 x 400 m, Sycylia 1997)
- srebro Uniwersjady (sztafeta 4 x 400 m, Palma de Mallorca 1999)
- 3 zwycięstwa indywidualne w biegu na 400 metrów przez płotki podczas Superligi Pucharu Europy:
  - Gateshead 2000
  - Florencja 2003
  - Bydgoszcz 2004
- 3. miejsce na pucharze świata (bieg na 400 m przez płotki, Madryt 2002)
- dwa złote medale igrzysk wspólnoty narodów (Manchester 2002, bieg na 400 m przez płotki & sztafeta 4 x 400 m)
- 6. (bieg na 400 m przez płotki) i 4. (sztafeta 4 x 400 m) miejsca podczas mistrzostw świata (Paryż 2003)

## Rekordy życiowe
- bieg na 300 m przez płotki – 34,48 (2002) były rekord świata
- bieg na 400 m przez płotki – 48,14 (1999)
- bieg na 400 m – 46,03 (2002)
- bieg na 300 m (hala) – 34,02 (2002)

W 2006 poślubił australijską płotkarkę Jane Pittman.